# Pierre-la-Treiche
Pour les articles homonymes, voir Pierre.
Pierre-la-Treiche est une commune française située dans le département de Meurthe-et-Moselle, en région Grand Est.

## Géographie

### Communes limitrophes
Le territoire de la commune est limitrophe de quatre communes. 
|  | Chaudeney-sur-Moselle | Villey-le-Sec    |
|  | Pierre-la-Treiche     | Sexey-aux-Forges |
|  | Bicqueley             |                  |

### Localisation
Le village de Pierre-la-Treiche est situé sur la rive gauche de la Moselle, qui coule d'ouest en est en traversant le ban communal.

### Topographie
Situé à 278 mètres d'altitude moyenne (minimum de 206 mètres et un maximum de 350 mètres), le ban communal, d'une superficie de 1 285 hectares, s'étire le long de la Moselle.

Pierre-la-Treiche (territoire communal).

### Karstologie
C'est la plus riche commune de Meurthe-et-Moselle sur le plan karstique ; on y trouve 39 grottes, les deux tiers étant sur la rive droite de la Moselle.

### Hydrographie
La commune est dans le bassin versant du Rhin, au sein du bassin Rhin-Meuse. Elle est drainée par la Bouvade, la Moselle, la Moselle canalisée, le ruisseau de Chaudeau et le ruisseau de l'Arot,.
La Bouvade, d'une longueur de 20 km, prend sa source dans la commune de Bagneux et se jette  dans la Moselle à Bicqueley, après avoir traversé sept communes. 
La Moselle, d'une longueur totale de 560 kilomètres dont 314 kilomètres en France, prend sa source dans le massif des Vosges au col de Bussang et se jette dans le Rhin à Coblence en Allemagne. 
La Moselle canalisée est un canal, chenal non navigable de 135 km qui relie la commune de Dieulouard à celle de Kœnigsmacker où il se jette dans la Moselle. 
Le ruisseau de Chaudeau et le ruisseau de l'Arot (autres graphies rencontrées : de Larot (cartes IGN), de Larrot ou de l'Arrot ; prend sa source aux confins nord du massif forestier d'Ochey, commune voisine, au lieu-dit Fontaine de la Deuille) sont les principaux cours d'eau qui traversent la commune de Pierre-la-Treiche.
Une résurgence située sur la propriété dite de la Rochotte permet la libération dans le Chaudeau de l'Aroffe dont le cours souterrain débute à Gémonville (30 km) et transite par un vaste système karstique au sud du village,.

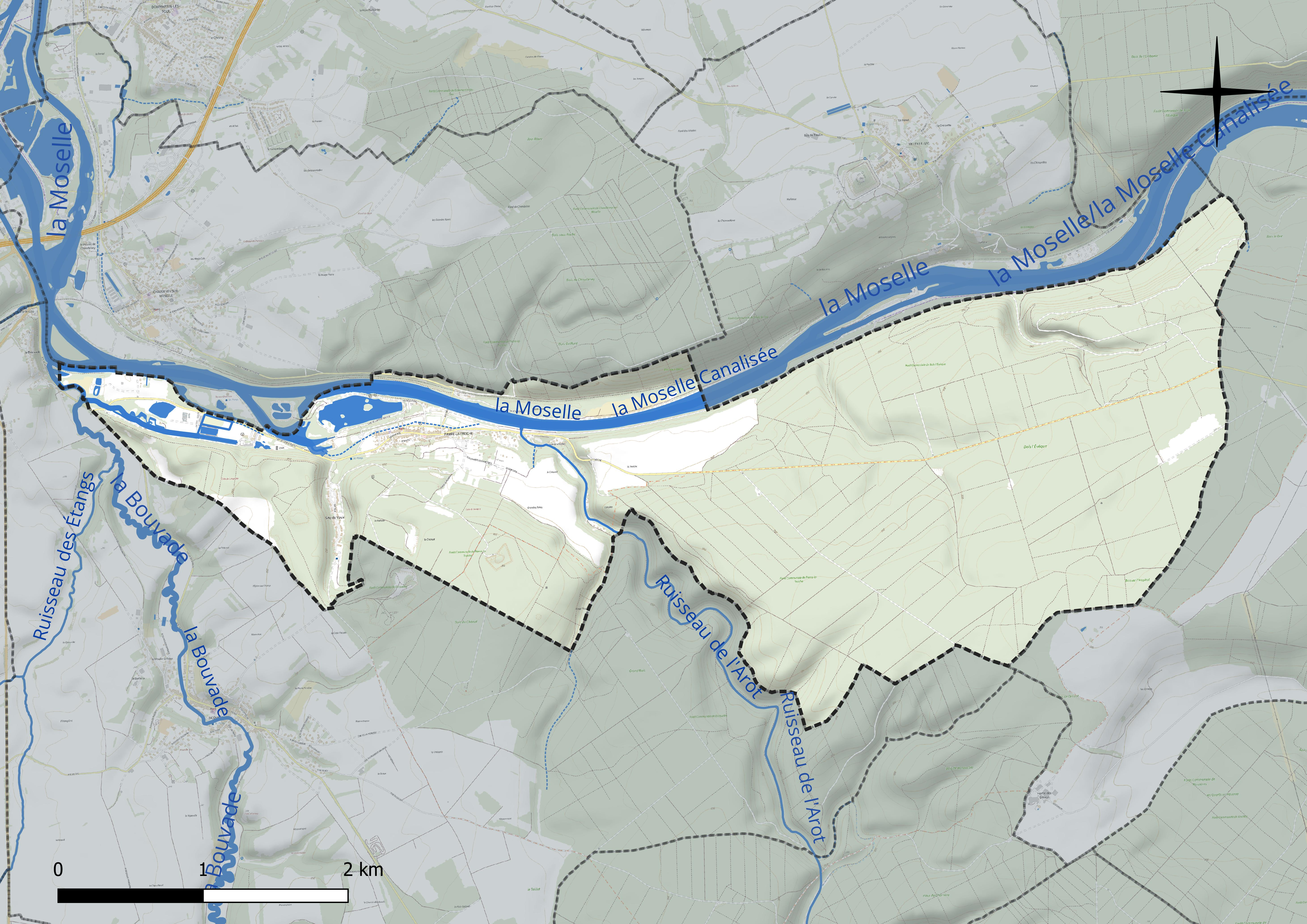
Réseau hydrographique de Pierre-la-Treiche.

### Climat
Pour des articles plus généraux, voir Climat du Grand Est et Climat de Meurthe-et-Moselle.
En 2010, le climat de la commune est de type climat des marges montargnardes, selon une étude du Centre national de la recherche scientifique s'appuyant sur une série de données couvrant la période 1971-2000. En 2020, Météo-France publie une typologie des climats de la France métropolitaine dans laquelle la commune est dans une zone de transition entre le climat océanique altéré et le climat continental et est dans la région climatique  Lorraine, plateau de Langres, Morvan, caractérisée par un hiver rude (1,5 °C), des vents modérés et des brouillards fréquents en automne et hiver. 
Pour la période 1971-2000, la température annuelle moyenne est de 9,8 °C, avec une amplitude thermique annuelle de 16,7 °C. Le cumul annuel moyen de précipitations est de 830 mm, avec 12,2 jours de précipitations en janvier et 9,4 jours en juillet. Pour la période 1991-2020, la température moyenne annuelle observée sur la station météorologique de Météo-France la plus proche, « Nancy-Ochey », sur la commune d'Ochey à 7 km à vol d'oiseau, est de 10,5 °C et le cumul annuel moyen de précipitations est de 810,4 mm. 
La température maximale relevée sur cette station est de 39,6 °C, atteinte le 25 juillet 2019 ; la température minimale est de −19,1 °C, atteinte le 12 janvier 1987,,. 
Les paramètres climatiques de la commune ont été estimés pour le milieu du siècle (2041-2070) selon différents scénarios d'émission de gaz à effet de serre à partir des nouvelles projections climatiques de référence DRIAS-2020. Ils sont consultables sur un site dédié publié par Météo-France en novembre 2022.

## Urbanisme

### Typologie
Au 1er janvier 2024, Pierre-la-Treiche est catégorisée commune rurale à habitat dispersé, selon la nouvelle grille communale de densité à sept niveaux définie par l'Insee en 2022.
Elle est située hors unité urbaine. Par ailleurs la commune fait partie de l'aire d'attraction de Nancy, dont elle est une commune de la couronne,. Cette aire, qui regroupe 353 communes, est catégorisée dans les aires de 200 000 à moins de 700 000 habitants,.

### Occupation des sols
L'occupation des sols de la commune, telle qu'elle ressort de la base de données européenne d’occupation biophysique des sols Corine Land Cover (CLC), est marquée par l'importance des forêts et milieux semi-naturels (83,1 % en 2018), une proportion identique à celle de 1990 (83,1 %). La répartition détaillée en 2018 est la suivante : forêts (77,9 %), terres arables (5,9 %), milieux à végétation arbustive et/ou herbacée (5,2 %), eaux continentales (4,8 %), zones agricoles hétérogènes (3,3 %), zones urbanisées (2,8 %). L'évolution de l’occupation des sols de la commune et de ses infrastructures peut être observée sur les différentes représentations cartographiques du territoire : la carte de Cassini (XVIIIe siècle), la carte d'état-major (1820-1866) et les cartes ou photos aériennes de l'IGN pour la période actuelle (1950 à aujourd'hui).

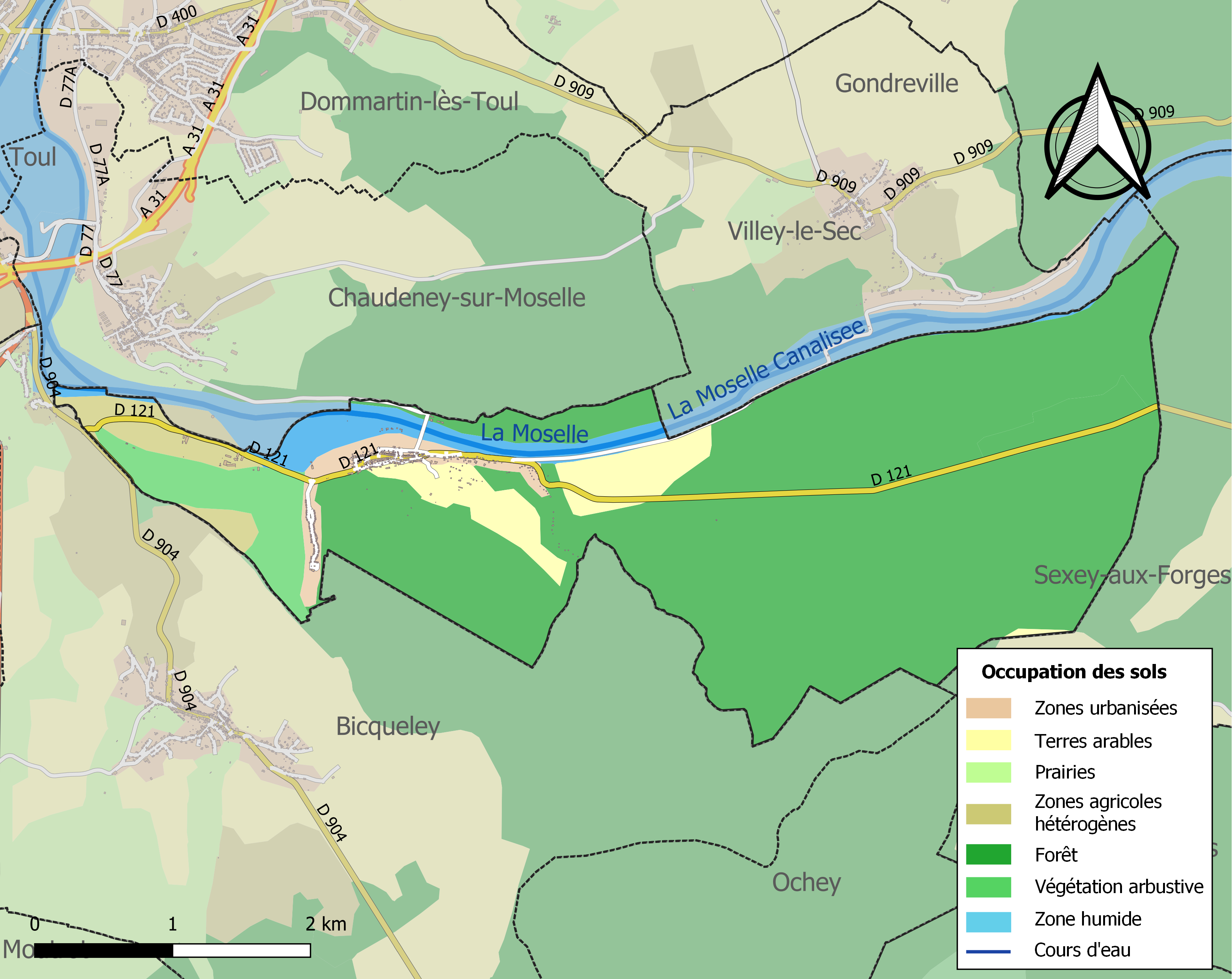
Carte des infrastructures et de l'occupation des sols de la commune en 2018 (CLC).

## Protection
L'arrêté de biotope (AB54073A) du vallon de l’Arot protège sur 367 ha « un vallon forestier froid qui abrite des espèces végétales menacées ». Quatre espèces protégées sont observables dans le vallon :
- Bleuet vivace (protégée dans les départements de Meuse, Meurthe-et-Moselle et Moselle) ;
- Gagée jaune (protégée sur l'ensemble du territoire française métropolitain) avec une présence particulièrement remarquable ;
- Lunaire vivace ;
- Nivéole de printemps.

## Toponymie
Le nom de la localité est attesté sous les formes Villa quæ dicitur Petra (836) ; Pierre ou Pierre-la-Treiche.

Le toponyme fait référence au relief qui domine la localité, du  latin petra « pierre , roche », peut-être pour désigner un gros rocher.
En 1510 apparaît l'adjonction de Trexe, terme lorrain qui désigna d'abord un terrain en friche, puis une parcelle sans arbre entourée de bois ou de l'oil treche « pile , culée d'un pont ». L'article sur le droit de parcours indique que la treixe, treiche ou trice du domaine lorrain était à l'origine un lieu de connexion ou de confluence de différents parcours de vaine pâture. Également, ancienne ferme et ermitage, carrières de pierre déjà exploitées au commencement du XVIe siècle. Pierre et Treiche sont synonymes de « terrains secs » donc peu productifs (plus de pierres que de terre).

## Histoire

### Préhistoire
Des indices de présences humaines aux paléolithique, néolithique et protohistorique ont été mis en évidence dans les diverses grottes de la région.
À 1 200 mètres à l'est du village, se trouve une grotte dite le Trou des Celtes, qui a servi de sépulture à l'époque de la pierre polie. MM. Husson père et fils et après eux M. R. Guérin y ont recueilli des pointes de flèches en silex et divers instruments de l'époque de la pierre, accompagnés d'ossements humains ; une partie de ces trouvailles figure au musée lorrain et au musée de Toul.

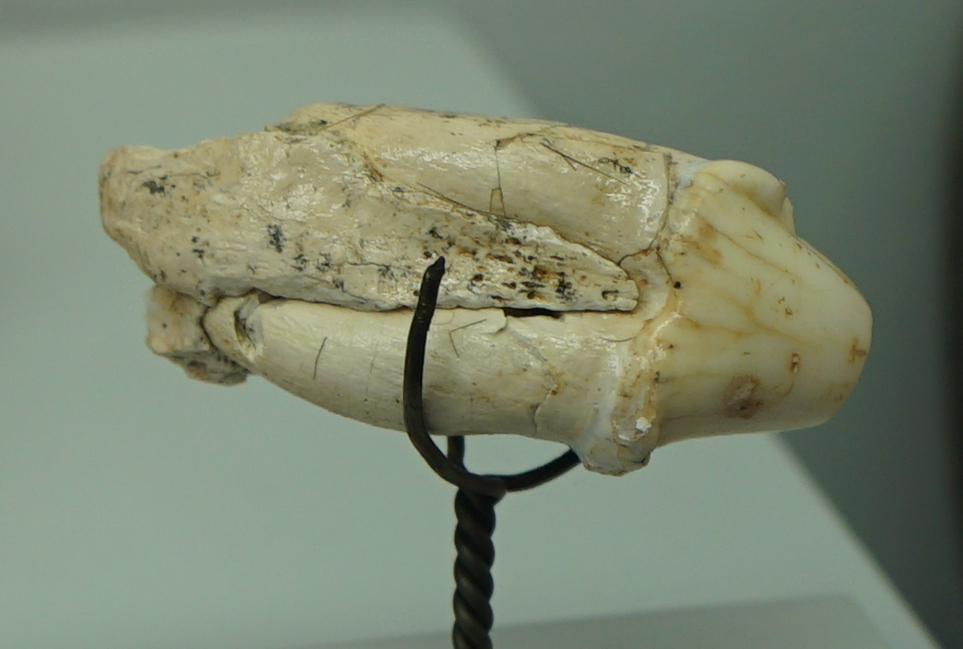
Hyène des cavernes.
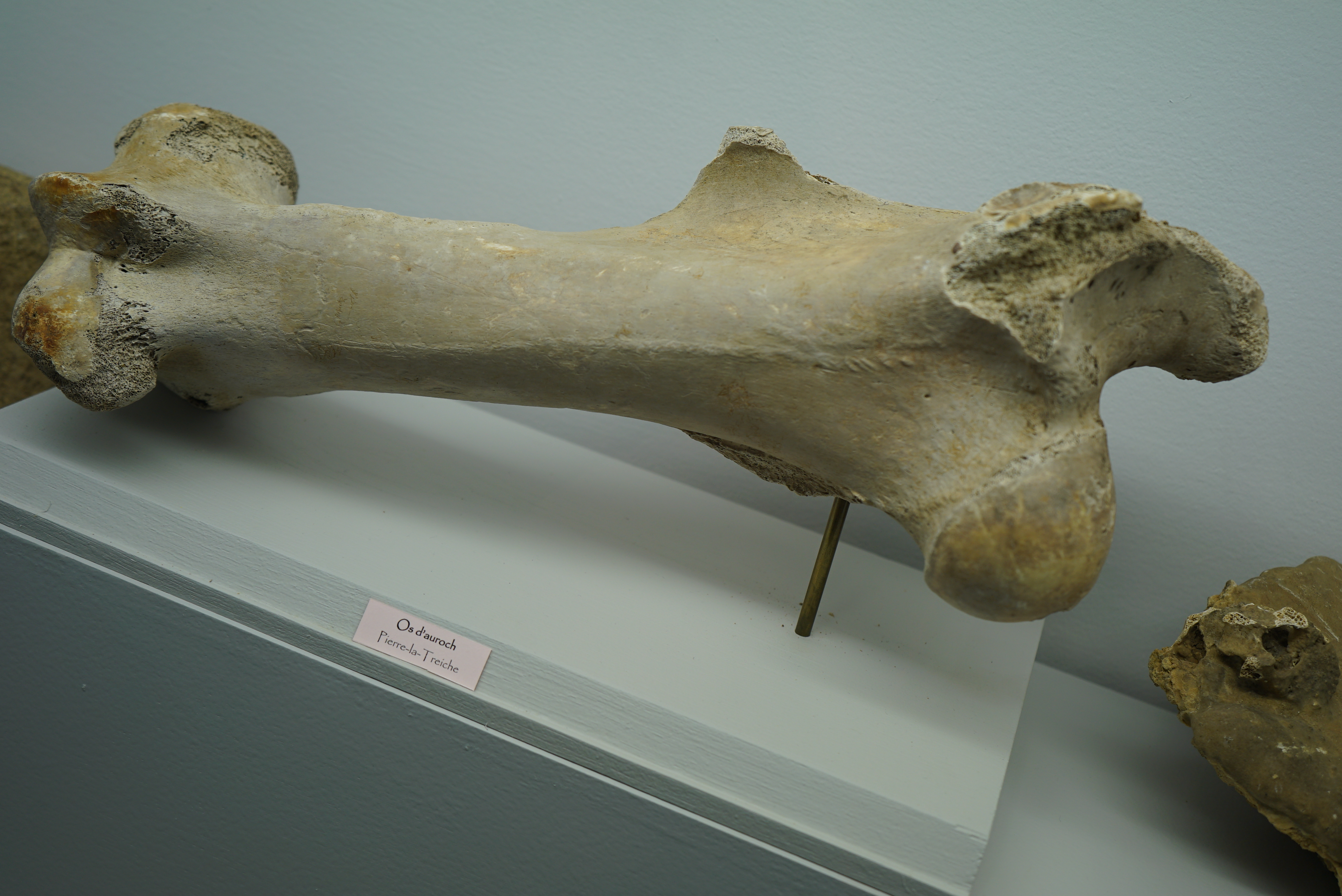
Auroch.
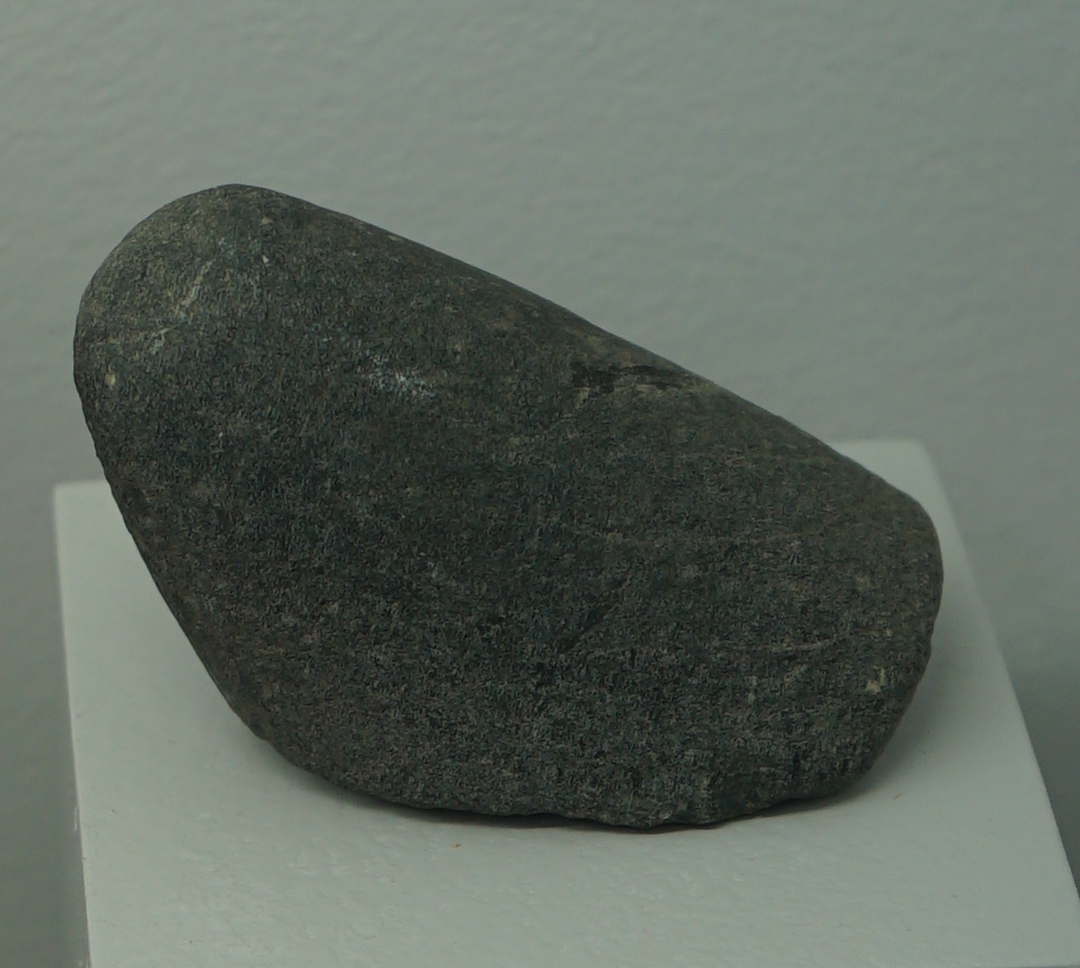
Hache de la Culture rubanée.
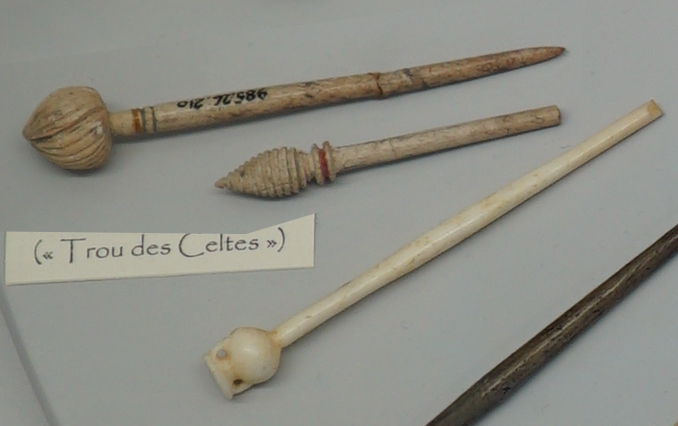
Épingle en ivoire.

### Antiquité
La ferme de Gimeys à Pierre-la-Treiche appartenait à l'abbaye de Clairlieu et la forêt domaniale de Bois l'Évêque rappelle l'existence des possessions temporelles épiscopales (le revenu de ces terres allait à l’évêque de Toul).

Au lieu-dit  Champ du cercueil, existent des vestiges d'anciennes fortifications, près desquelles furent exhumés, en 1835, à un mètre de profondeur, 15 ou 20 squelettes avec épées et poignards, alignés autour d'un cercueil en pierre, scellé d'agrafes de fer. Il contenait un squelette portant un anneau de bronze sur la poitrine, une épée, un poignard, une bague d'argent portant un onyx sur lequel était gravée une tête de Mercure ou d'Apollon.

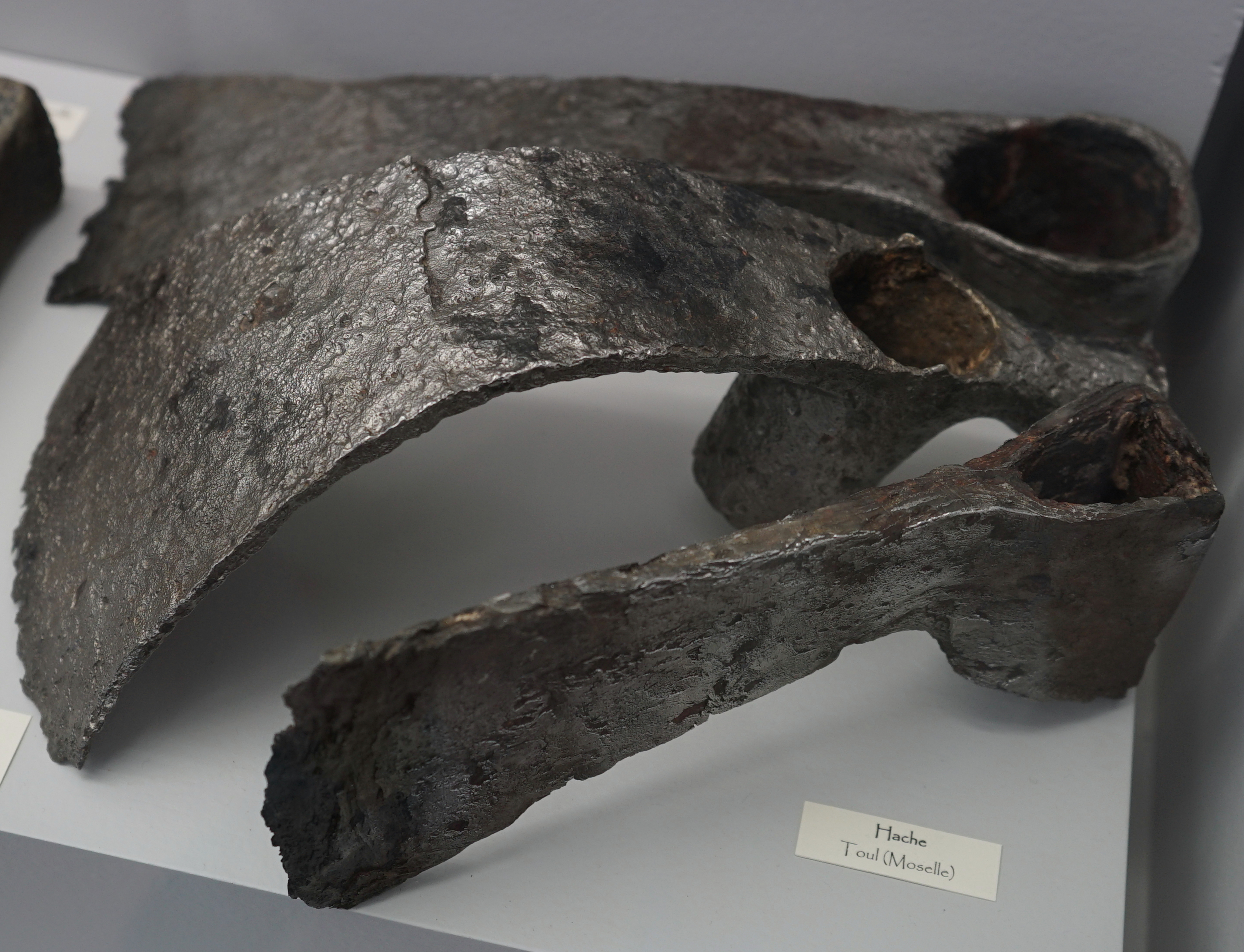
Herminettes découverte à Pierre-la-Treiche (musée de Toul).

Lepage identifiait cette sépulture comme celle d'un chef franc « environné de ses Leudes », morts, selon l'usage, en couvrant de leur corps le maître qu'ils s'étaient donnés et auquel ils ne pouvaient survivre sans honte.
En 1896, des ouvriers, en décapant une carrière, ont  trouvé des médailles romaines en argent et en bronze et dans une sorte de cavité des débris de poteries.
On a remarqué sur la colline une enceinte de type éperon barré, mentionnée dans la revue « Recherches Culturelles en Lorraine », à Bois l’Evêque, déjà citée dans Sexey-aux-Forges et qui dut être un castrum gallo romain.

### Moyen Âge
Dom Calmet indique que le village de Pierre était une annexe de Bicqueley, muni d'une église dédiée à saint Christophe. Lutelphe (Lutolphe), doyen de l’église de Toul y avait fondé le prieuré de la Rochotte au XIe siècle. Il ajoute qu'un ermitage dédié à sainte Anne était également sur le ban de cette commune, creusé dans des grottes, (mais la trace d'une chapelle éponyme (48° 37′ 16″ N, 6° 01′ 33″ E) se trouve aujourd'hui à la source Sainte-Anne, commune de Sexey-aux-Forges).

### Renaissance
Jean Forget, au titre d’abbé de Saint-Léon de Toul, a fait remanier la chapelle gothique du prieuré Saint-Nicolas de la Rochotte, et bâtir, en 1541, le château, son logis abbatial, dans le style pur de la Renaissance.

### Époque moderne
Le plateau dominant le village supporte un ouvrage du système Séré de Rivières : le fort Chanot (48° 38′ 08″ N, 5° 56′ 18″ E). Un autre ouvrage est signalé dans le massif forestier à l'est (48° 38′ 15″ N, 5° 59′ 41″ E) et serait lié au lieu-dit Champ de tir à Sexey-aux-Forges.
Le village fut, entre 1886 et 1896, le lieu de production du monocorde à clavier, instrument de musique inventé par Joseph Poussot (°1861-†1891) en 1886.
Au début du XXe siècle les frères Mourlon lancent des chantiers navals à Pierre-la-Treiche.
Le ban communal a vu la construction du canal de l'Est, branche sud et, après la canalisation de la Moselle, le déclassement de ce canal à petit gabarit dont les traces se lisent encore dans le paysage de bord à Moselle en dessous d'un chemin sur digue.

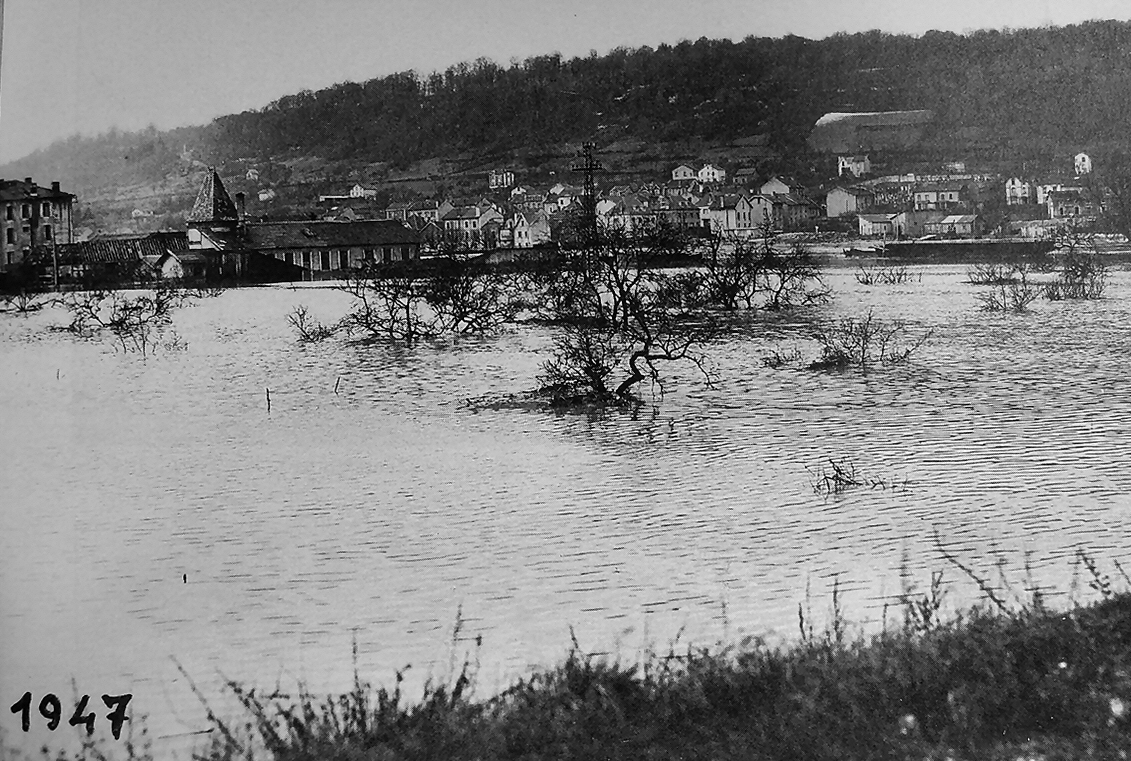

Le village a souffert de la crue centennale de 1947, la localité étant recouverte de 1,5 à 2 m d'eau.

## Industrie fluviale
Au début du XXe siècle les frères Mourlon lancent des chantiers navals à Pierre-la-Treiche. Situés au lieu-dit le Quart de Sable, ils construisent des péniches en bois de type Freycinet dans deux cales sèches. Aujourd'hui l'association « La péniche Pierre-la-Treiche » restaure l'une d'entre elles en préservant le patrimoine industriel local.
Plus tard, une usine de moteurs de péniches s'est d'ailleurs installée dans la commune.
Le calcaire extrait du plateau était chargé sur des bateaux pour être dirigé vers les usines Solvay (Dombasle-sur-Meurthe) grâce à un quai de chargement aujourd'hui disparu.

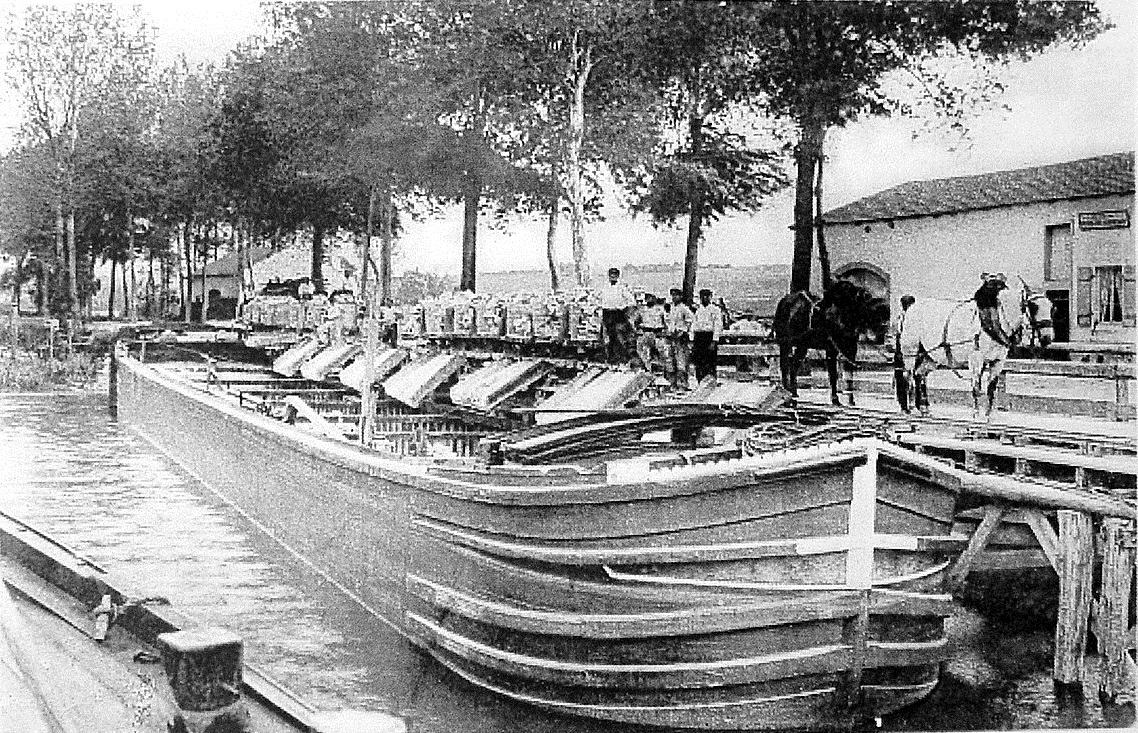
Chargement de sacs de calcaire sur la commune voisine de Bicqueley en 1892.

## Politique et administration
| Période                                  | Période                   | Identité                                     | Étiquette | Qualité                                                            |
| ---------------------------------------- | ------------------------- | -------------------------------------------- | --------- | ------------------------------------------------------------------ |
| Les données manquantes sont à compléter. |                           |                                              |           |                                                                    |
| 1935                                     | 1942                      | Georges Louis (1899-1944)                    | SFIO      | Chauffeur à l'usine de Neuves-Maisons Décédé au camp de Natzwiller |
| mars 1971                                | mars 1983                 | Robert Grosjean (1904-1991)                  |           |                                                                    |
| mars 1983                                | mars 2008                 | Bernard Vosgien                              |           | Agriculteur                                                        |
| mars 2008                                | En cours (au 25 mai 2020) | Xavier Colin, Réélu pour le mandat 2020-2026 |           | Conseiller Pôle Emploi                                             |

## Population et société

### Démographie
L'évolution du nombre d'habitants est connue à travers les recensements de la population effectués dans la commune depuis 1793. Pour les communes de moins de 10 000 habitants, une enquête de recensement portant sur toute la population est réalisée tous les cinq ans, les populations de référence des années intermédiaires étant quant à elles estimées par interpolation ou extrapolation. Pour la commune, le premier recensement exhaustif entrant dans le cadre du nouveau dispositif a été réalisé en 2005.

En 2022, la commune comptait 474 habitants, en évolution de −5,2 % par rapport à 2016 (Meurthe-et-Moselle : −0,13 %, France hors Mayotte : +2,11 %).
| 1793 | 1800 | 1806 | 1821 | 1831 | 1836 | 1841 | 1846 | 1851 |
| ---- | ---- | ---- | ---- | ---- | ---- | ---- | ---- | ---- |
| 422  | 370  | 469  | 432  | 441  | 475  | 488  | 513  | 515  |

| 1856 | 1861 | 1872 | 1876 | 1881 | 1886 | 1891 | 1896 | 1901 |
| ---- | ---- | ---- | ---- | ---- | ---- | ---- | ---- | ---- |
| 480  | 512  | 507  | 545  | 512  | 525  | 565  | 623  | 583  |

| 1906 | 1911 | 1921 | 1926 | 1931 | 1936 | 1946 | 1954 | 1962 |
| ---- | ---- | ---- | ---- | ---- | ---- | ---- | ---- | ---- |
| 570  | 584  | 452  | 452  | 452  | 419  | 391  | 440  | 426  |

| 1968 | 1975 | 1982 | 1990 | 1999 | 2005 | 2006 | 2010 | 2015 |
| ---- | ---- | ---- | ---- | ---- | ---- | ---- | ---- | ---- |
| 393  | 359  | 603  | 674  | 607  | 578  | 582  | 535  | 504  |

| 2020 | 2022 | - | - | - | - | - | - | - |
| ---- | ---- | - | - | - | - | - | - | - |
| 474  | 474  | - | - | - | - | - | - | - |

## Économie

### Secteur primaire ouAgriculture
Le secteur primaire comprend, outre les exploitations agricoles et les élevages, les établissements liés à l’exploitation de la forêt et les pêcheurs.D'après le recensement agricole 2010 du Ministère de l'agriculture (Agreste), la commune de Pierre-la-Treiche était majoritairement orientée sur la production de céréales et d'oléagineux sur une surface agricole utilisée d'environ 191 hectares (en deçà de la surface cultivable communale) stable depuis 1988 - Le cheptel en unité de gros bétail s'est réduit de 64 à zéro entre 1988 et 2010. Il n'y avait plus que 1 exploitation agricole ayant son/leur siège dans la commune employant 1 unité de travail.

### Secteur secondaire et tertiaire ouIndustrie, commerces et service
Selon l'INSEE, le nombre de postes salariés par type d’activité est le suivant en 2015 :
CEN T2 - Postes salariés par secteur d'activité au 31 décembre 2015
| Total                                                        | %  | 1 à 9 salarié(s) | 10 à 19 salariés | 20 à 49 salariés | 50 à 99 salariés | 100 salariés ou plus |   |
| ------------------------------------------------------------ | -- | ---------------- | ---------------- | ---------------- | ---------------- | -------------------- | - |
| Ensemble                                                     | 17 | 100,0            | 17               | 0                | 0                | 0                    | 0 |
| Agriculture, sylviculture et pêche                           | 0  | 0,0              | 0                | 0                | 0                | 0                    | 0 |
| Industrie                                                    | 5  | 29,4             | 5                | 0                | 0                | 0                    | 0 |
| Construction                                                 | 0  | 0,0              | 0                | 0                | 0                | 0                    | 0 |
| Commerce, transports, services divers                        | 9  | 52,9             | 9                | 0                | 0                | 0                    | 0 |
| dont commerce et réparation automobile                       | 0  | 0,0              | 0                | 0                | 0                | 0                    | 0 |
| Administration publique, enseignement, santé, action sociale | 3  | 17,6             | 3                | 0                | 0                | 0                    | 0 |

## Culture locale et patrimoine

### Lieux et monuments

#### Édifices civils et militaires
- Château renaissance de La Rochotte et sa chapelle[46].
- Fort Chanot et ouvrage du chanot.

#### Édifices religieux

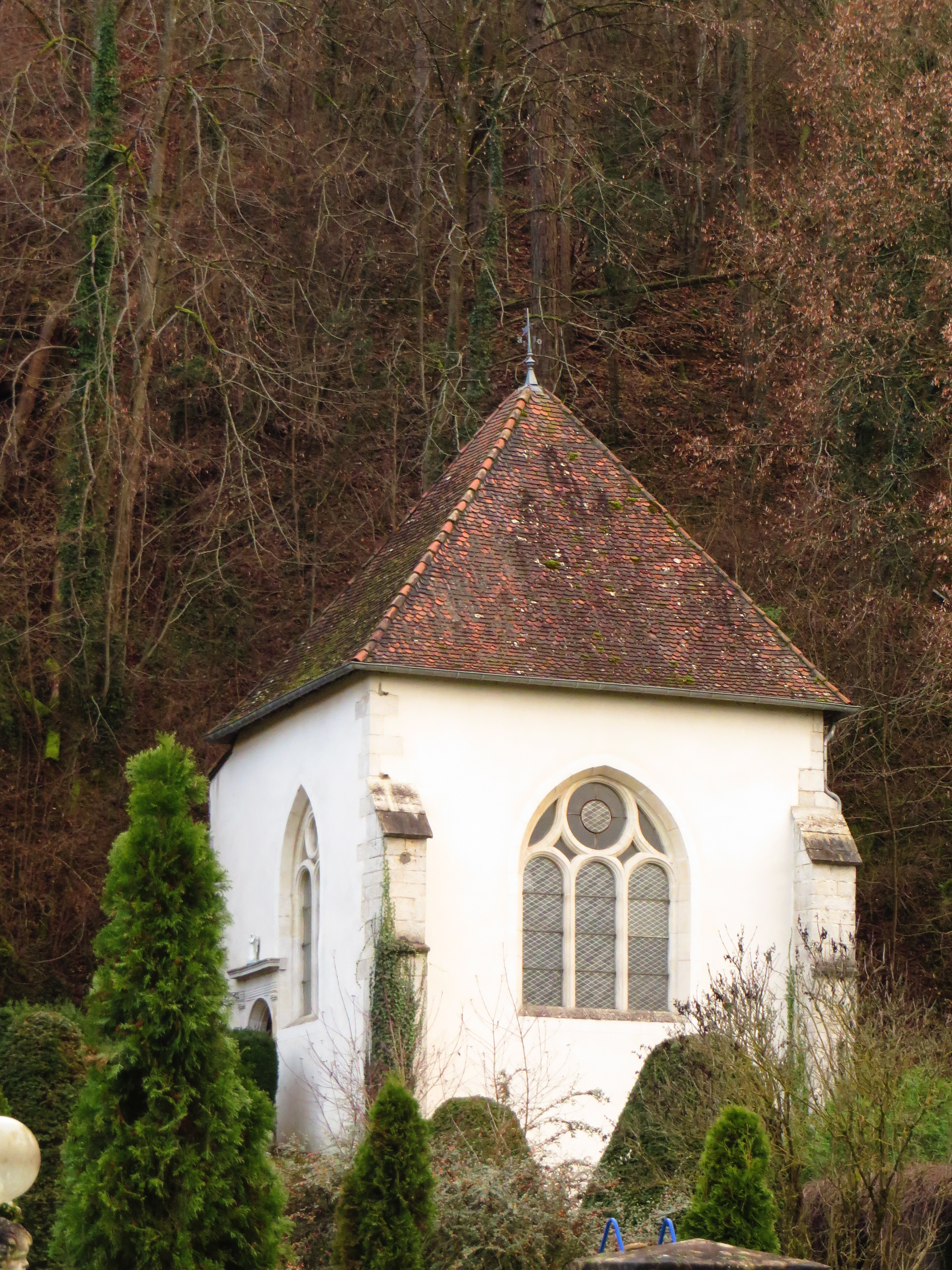
Chapelle Saint-Nicolas de la Rochotte.

- Église Saint-Christophe, fin XVIIIe siècle.
- Ancien prieuré Saint-Nicolas de la Rochotte avec chapelle (classé aux monuments historiques par arrêté du 31 juillet 2000[47]). Fondé vers 1094 par Lutulphe, doyen du chapitre de la cathédrale, le prieuré de Saint-Nicolas dépendait de l'abbaye Saint-Léon de Toul. L'évêque Pibon en fît la dédicace. Relevé en 1537 par Jean Forget, il se compose de deux bâtiments : le logis (1541), et la chapelle de la même époque. Dans la chapelle, présence en soubassement de peintures murales du XIXe siècle, et dans les tympans des arcs figure une œuvre de 1946 exécutée par un prisonnier allemand, Spychalski. Dans le logis, l'escalier est le seul vestige apparent des dispositions du XVIe siècle (cage de plan carré intégrant un escalier en vis au noyau central constitué d'une colonne sur haut socle).
- L'ermitage de Sainte-Reine bâti sous un rocher sur le bord de la Moselle.

#### Site spéléologique
Pierre-la-Treiche est la commune de Meurthe-et-Moselle sur le territoire de laquelle se développe le plus grand nombre de cavités souterraines naturelles (39) et avec le plus important développement cumulé du département. Au départ endokarst situé sous le fond de la vallée de la Moselle, celui-ci a été recoupé lorsque la rivière s'est encaissée, présentant aujourd'hui un paléokarst sous-alluvial. Avant sa capture par la Meurthe, la Moselle a participé à la création et à l'élargissement de l'ensemble des grottes puis à leur comblement avec ses alluvions. 3 des 7 plus grandes grottes de la commune ont été découvertes par Christian Chambosse (°1914 - †2004) dans les années 1930.
- Trou des Celtes, grotte sépulcrale où du mobilier du néolithique à l'âge du bronze a été découvert, inventée par Camille Husson en 1858.
- Grotte Carrière Deux Ouvertures, 10e plus grande grotte, en terme développement connu, du département de Meurthe-et-Moselle.
- Grotte des Excentriques, 7e plus grande grotte du département inventée par Christian Chambosse en 1935.
- Grotte Jacqueline, 4e plus grande grotte du département inventée par Jean Colin en 1948.
- Grotte des Puits, 5e plus grande grotte du département inventée par Christian Chambosse en 1934.
- Grotte Sainte-Reine, 2e plus grande grotte du département inventée par Nicolas Husson en 1863 ; le porche de Sainte-Reine abrita un ermitage au XVIIIe siècle ce qui lui vaut d'être classé aux monuments historiques par arrêté du 24 février 1910[51].
- Grotte des Sept Salles, 3e plus grande grotte du département inventée par Christian Chambosse en 1937.
- Puits funéraire gallo-romain et nécropole mérovingienne fouillés au XIXe siècle.

#### Circuits de randonnée pédestre
L'association Les Sentiers des Deuilles, adhérent de la Fédération française de randonnée pédestre, a développé deux circuits sur le territoire communal :
- Sentier des Bornes (13 km)
- Sentier des Grottes (7 km)

### Personnalités liées à la commune
- Joseph Poussot (1861-1891), inventeur et fabricant du monocorde à clavier

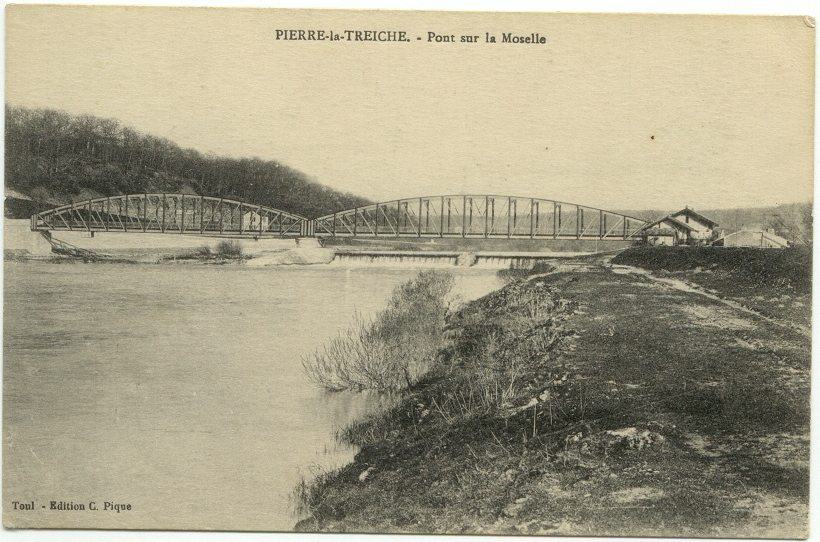
Le pont sur la Moselle et le barrage avant sa destruction et la canalisation de la Moselle (Carte postale, édition Pique, Toul).

### Héraldique, logotype et devise
| Blason de Pierre-la-Treiche | Blason  | Parti d'argent à trois fasces bretessées de gueules et d'argent maçonné de sable au pal d'azur chargé d'une bâton d'or brochant sur la partition. |
| Blason de Pierre-la-Treiche | Détails | Les fasces bretessées symbolisent les galeries des grottes avec leurs différentes chambres. Le maçonné rappelle les carrières de pierre exploitées à Pierre la Treiche depuis le XVIe siècle. Le bâton indique que c'est saint Christophe qui est le patron de la paroisse. Le statut officiel du blason reste à déterminer. |